# Play-offs Nederlands voetbal 1988
De vier periodekampioenen van het seizoen 1987/88 streden in een dubbele competitie om het tweede en laatste ticket voor de UEFA-Cup voor het seizoen 1988/89. Regerend landskampioen PSV werd evenals het vorig seizoen de winnaar van de eerste periodetitel. Omdat ook Ajax het rechtstreeks ticket voor deelname aan de UEFA-Cup bemachtigde, plaatsten zich naast FC Twente (winnaar van de derde periode) en FC Groningen (winnaar van de vierde periode) op basis van de eindklassering in de ranglijst navolgende twee clubs voor deze nacompetitie: Willem II en VVV, die respectievelijk vierde en vijfde waren geëindigd in de Eredivisie. Landskampioen PSV (Europacup I), verliezend bekerfinalist Roda JC (Europacup II) en Ajax als nummer drie van de competitie Feyenoord (UEFA Cup) hadden Europees voetbal al veilig gesteld. Verrassende winnaar van deze nacompetitie werd FC Groningen, dat in de reguliere competitie slechts als elfde was geëindigd. 

## Wedstrijden
Eerste speelronde
|                   |              |                       |           |                                                                                   |
| 14 mei 1988 20:00 | FC Groningen | 0 – 2                 | FC Twente | Stadion: Stadion Oosterpark, Groningen Toeschouwers: 6.037 Scheidsrechter: Keizer |
| 14 mei 1988 20:00 |              | 64' Keur 90' Lipponen |           | Stadion: Stadion Oosterpark, Groningen Toeschouwers: 6.037 Scheidsrechter: Keizer |
| 14 mei 1988 20:00 |              |                       |           | Stadion: Stadion Oosterpark, Groningen Toeschouwers: 6.037 Scheidsrechter: Keizer |
| 14 mei 1988 20:00 |              |                       |           | Stadion: Stadion Oosterpark, Groningen Toeschouwers: 6.037 Scheidsrechter: Keizer |
|                   |              |                       |           |                                                                                   |

|                   |              |       |           |                                                                                  |
| 14 mei 1988 20:00 | VVV          | 1 – 0 | Willem II | Stadion: Stadion De Koel, Venlo Toeschouwers: 8.010 Scheidsrechter: Van der Niet |
| 14 mei 1988 20:00 | Libregts 12' |       |           | Stadion: Stadion De Koel, Venlo Toeschouwers: 8.010 Scheidsrechter: Van der Niet |
| 14 mei 1988 20:00 |              |       |           | Stadion: Stadion De Koel, Venlo Toeschouwers: 8.010 Scheidsrechter: Van der Niet |
| 14 mei 1988 20:00 |              |       |           | Stadion: Stadion De Koel, Venlo Toeschouwers: 8.010 Scheidsrechter: Van der Niet |
|                   |              |       |           |                                                                                  |

Tweede speelronde
|                   |                          |       |             |                                                                              |
| 17 mei 1988 20:00 | FC Twente                | 2 – 1 | VVV         | Stadion: Stadion Het Diekman Toeschouwers: 7.200 Scheidsrechter: Van Swieten |
| 17 mei 1988 20:00 | Lipponen 43' Elzinga 75' |       | 70' Luhukay | Stadion: Stadion Het Diekman Toeschouwers: 7.200 Scheidsrechter: Van Swieten |
| 17 mei 1988 20:00 |                          |       |             | Stadion: Stadion Het Diekman Toeschouwers: 7.200 Scheidsrechter: Van Swieten |
| 17 mei 1988 20:00 |                          |       |             | Stadion: Stadion Het Diekman Toeschouwers: 7.200 Scheidsrechter: Van Swieten |
|                   |                          |       |             |                                                                              |

|                   |                         |       |                             |                                                                                        |
| 17 mei 1988 20:00 | Willem II               | 2 – 2 | FC Groningen                | Stadion: Gemeentelijk Sportpark, Tilburg Toeschouwers: 5.000 Scheidsrechter: Egbertzen |
| 17 mei 1988 20:00 | Feskens 39' Brocken 81' |       | 84' Olde Riekerink 86' Booy | Stadion: Gemeentelijk Sportpark, Tilburg Toeschouwers: 5.000 Scheidsrechter: Egbertzen |
| 17 mei 1988 20:00 |                         |       |                             | Stadion: Gemeentelijk Sportpark, Tilburg Toeschouwers: 5.000 Scheidsrechter: Egbertzen |
| 17 mei 1988 20:00 |                         |       |                             | Stadion: Gemeentelijk Sportpark, Tilburg Toeschouwers: 5.000 Scheidsrechter: Egbertzen |
|                   |                         |       |                             |                                                                                        |

Derde speelronde
|                   |           |                   |           |                                                                                   |
| 20 mei 1988 20:00 | FC Twente | 0 – 1             | Willem II | Stadion: Stadion Het Diekman, Enschede Toeschouwers: 7.800 Scheidsrechter: Thomas |
| 20 mei 1988 20:00 |           | 13' Van der Horst |           | Stadion: Stadion Het Diekman, Enschede Toeschouwers: 7.800 Scheidsrechter: Thomas |
| 20 mei 1988 20:00 |           |                   |           | Stadion: Stadion Het Diekman, Enschede Toeschouwers: 7.800 Scheidsrechter: Thomas |
| 20 mei 1988 20:00 |           |                   |           | Stadion: Stadion Het Diekman, Enschede Toeschouwers: 7.800 Scheidsrechter: Thomas |
|                   |           |                   |           |                                                                                   |

|                   |              |       |     |                                                                                      |
| 20 mei 1988 20:00 | FC Groningen | 0 – 0 | VVV | Stadion: Stadion Oosterpark, Groningen Toeschouwers: 3.702 Scheidsrechter: Uilenberg |
| 20 mei 1988 20:00 |              |       |     | Stadion: Stadion Oosterpark, Groningen Toeschouwers: 3.702 Scheidsrechter: Uilenberg |
| 20 mei 1988 20:00 |              |       |     | Stadion: Stadion Oosterpark, Groningen Toeschouwers: 3.702 Scheidsrechter: Uilenberg |
| 20 mei 1988 20:00 |              |       |     | Stadion: Stadion Oosterpark, Groningen Toeschouwers: 3.702 Scheidsrechter: Uilenberg |
|                   |              |       |     |                                                                                      |

Vierde speelronde
|                   |     |                        |              |                                                                                  |
| 23 mei 1988 18:00 | VVV | 0 – 2                  | FC Groningen | Stadion: Stadion De Koel, Venlo Toeschouwers: 9.500 Scheidsrechter: Blankenstein |
| 23 mei 1988 18:00 |     | 78' Boekweg 88' Brooke |              | Stadion: Stadion De Koel, Venlo Toeschouwers: 9.500 Scheidsrechter: Blankenstein |
| 23 mei 1988 18:00 |     |                        |              | Stadion: Stadion De Koel, Venlo Toeschouwers: 9.500 Scheidsrechter: Blankenstein |
| 23 mei 1988 18:00 |     |                        |              | Stadion: Stadion De Koel, Venlo Toeschouwers: 9.500 Scheidsrechter: Blankenstein |
|                   |     |                        |              |                                                                                  |

|                   |                               |       |                       |                                                                                     |
| 23 mei 1988 18:00 | Willem II                     | 2 – 2 | FC Twente             | Stadion: Gemeentelijk Sportpark, Tilburg Toeschouwers: 8.500 Scheidsrechter: Houben |
| 23 mei 1988 18:00 | Van der Borgt 70' Maddock 75' |       | 36' Keur 41' Lipponen | Stadion: Gemeentelijk Sportpark, Tilburg Toeschouwers: 8.500 Scheidsrechter: Houben |
| 23 mei 1988 18:00 |                               |       |                       | Stadion: Gemeentelijk Sportpark, Tilburg Toeschouwers: 8.500 Scheidsrechter: Houben |
| 23 mei 1988 18:00 |                               |       |                       | Stadion: Gemeentelijk Sportpark, Tilburg Toeschouwers: 8.500 Scheidsrechter: Houben |
|                   |                               |       |                       |                                                                                     |

Vijfde speelronde
|                   |                                  |       |           |                                                                            |
| 26 mei 1988 20:00 | VVV                              | 4 – 1 | FC Twente | Stadion: Stadion De Koel, Venlo Toeschouwers: 5.616 Scheidsrechter: Mulder |
| 26 mei 1988 20:00 | Luhukay 12', 30', 52' Rutten 60' |       | 43' Keur  | Stadion: Stadion De Koel, Venlo Toeschouwers: 5.616 Scheidsrechter: Mulder |
| 26 mei 1988 20:00 |                                  |       |           | Stadion: Stadion De Koel, Venlo Toeschouwers: 5.616 Scheidsrechter: Mulder |
| 26 mei 1988 20:00 |                                  |       |           | Stadion: Stadion De Koel, Venlo Toeschouwers: 5.616 Scheidsrechter: Mulder |
|                   |                                  |       |           |                                                                            |

|                   |                          |       |           |                                                                                   |
| 26 mei 1988 20:00 | FC Groningen             | 2 – 0 | Willem II | Stadion: Stadion Oosterpark, Groningen Toeschouwers: 5.000 Scheidsrechter: Thomas |
| 26 mei 1988 20:00 | Eijkelkamp 68' Mason 89' |       |           | Stadion: Stadion Oosterpark, Groningen Toeschouwers: 5.000 Scheidsrechter: Thomas |
| 26 mei 1988 20:00 |                          |       |           | Stadion: Stadion Oosterpark, Groningen Toeschouwers: 5.000 Scheidsrechter: Thomas |
| 26 mei 1988 20:00 |                          |       |           | Stadion: Stadion Oosterpark, Groningen Toeschouwers: 5.000 Scheidsrechter: Thomas |
|                   |                          |       |           |                                                                                   |

Zesde speelronde
|                   |           |       |              |                                                                                   |
| 29 mei 1988 18:00 | FC Twente | 1 – 1 | FC Groningen | Stadion: Stadion Het Diekman, Enschede Toeschouwers: 9.400 Scheidsrechter: Keizer |
| 29 mei 1988 18:00 | Balm 45'  |       | 28' Mason    | Stadion: Stadion Het Diekman, Enschede Toeschouwers: 9.400 Scheidsrechter: Keizer |
| 29 mei 1988 18:00 |           |       |              | Stadion: Stadion Het Diekman, Enschede Toeschouwers: 9.400 Scheidsrechter: Keizer |
| 29 mei 1988 18:00 |           |       |              | Stadion: Stadion Het Diekman, Enschede Toeschouwers: 9.400 Scheidsrechter: Keizer |
|                   |           |       |              |                                                                                   |

|                   |                                                      |       |              |                                                                                   |
| 29 mei 1988 18:00 | Willem II                                            | 4 – 1 | VVV          | Stadion: Gemeentelijk Sportpark, Tilburg Toeschouwers: 4.500 Scheidsrechter: Blom |
| 29 mei 1988 18:00 | Maddock 10' Van Straalen 32' Mallien 44' Brocken 90' |       | 20' Libregts | Stadion: Gemeentelijk Sportpark, Tilburg Toeschouwers: 4.500 Scheidsrechter: Blom |
| 29 mei 1988 18:00 |                                                      |       |              | Stadion: Gemeentelijk Sportpark, Tilburg Toeschouwers: 4.500 Scheidsrechter: Blom |
| 29 mei 1988 18:00 |                                                      |       |              | Stadion: Gemeentelijk Sportpark, Tilburg Toeschouwers: 4.500 Scheidsrechter: Blom |
|                   |                                                      |       |              |                                                                                   |

### Eindstand
| pos | club         | gs | w | g | v | pnt | dv | dt | ds |
| --- | ------------ | -- | - | - | - | --- | -- | -- | -- |
| 1.  | FC Groningen | 6  | 2 | 3 | 1 | 7   | 7  | 5  | 2  |
| 2.  | Willem II    | 6  | 2 | 2 | 2 | 6   | 9  | 8  | 1  |
| 3.  | FC Twente    | 6  | 2 | 2 | 2 | 6   | 8  | 9  | -1 |
| 4.  | VVV          | 6  | 2 | 1 | 3 | 5   | 7  | 9  | -2 |

### Legenda
| Kleur | Kwalificatie voor |
| ----- | ----------------- |
|       | UEFA Cup          |

### Uitslagen
|              | GRO   | TWE   | VVV   | WIL   |
| ------------ | ----- | ----- | ----- | ----- |
| FC Groningen |       | 0 - 2 | 0 - 0 | 2 - 0 |
| FC Twente    | 1 - 1 |       | 2 - 1 | 0 - 1 |
| VVV          | 0 - 2 | 4 - 1 |       | 1 - 0 |
| Willem II    | 2 - 2 | 2 - 2 | 4 - 1 |       |

Eredivisie

1960 · 1975 · 1987 · 1988
Eerste divisie

1973 · 1974 · 1975 · 1976 · 1977 · 1978 · 1979 · 1980 · 1981 · 1982 · 1983 · 1984 · 1985 · 1986 · 1987 · 1988 · 1989 · 1990 · 1991 · 1992 · 1993 · 1994 · 1995 · 1996 · 1997 · 1998 · 1999 · 2000 · 2001 · 2002 · 2003 · 2004 · 2005

Vanaf 2006 staan alle competities op 1 pagina.

2006 · 2007 · 2008 · 2009 · 2010 · 2011 · 2012 · 2013 · 2014 · 2015 · 2016 · 2017 · 2018 · 2019 · 2020 · 2021 · 2022 · 2023 · 2024